# Anders Mol
Anders Berntsen Mol (* 2. Juli 1997 in Strandvik) ist ein norwegischer Volleyball- und Beachvolleyballspieler. Mit seinem Partner Christian Sørum wurde er fünfmal Europameister, 2021 Olympiasieger und 2022 Weltmeister.

## Karriere Beach
Mol kam in seiner Jugend durch seine Eltern zum Beachvolleyball. Mit Martin Olimstad startete er 2013 bei der U18-Europameisterschaft in Maladsetschna. Mit seinem Cousin Mathias Berntsen war Mol von 2014 bis 2017 auf verschiedenen nationalen und internationalen Turnieren aktiv. Berntsen/Mol wurden 2015 in Larnaka U20-Europameister und 2017 in Baden U22-Vizeeuropameister. Weitere Höhepunkte der Cousins waren bei der Weltserie 2017 Platz neun beim 5-Sterne-Turnier in Poreč und Platz drei beim 2-Sterne-Turnier in Espinho. 2016 wurde Mol in Antalya mit Aleksander Sørum erneut U20-Europameister. Seit Ende Juli 2016 spielt Mol mit dessen Bruder Christian Sørum, mit dem er Fünfter bei FIVB-Major in Klagenfurt wurde sowie die U22-Europameisterschaft in Thessaloniki gewann. 2017 wurden Mol/Sørum Neunter beim FIVB 5-Sterne-Turnier in Gstaad, gewannen das CEV Masters in Ljubljana und belegten bei der Europameisterschaft in Jūrmala Platz fünf. Außerdem wurde Mol als „Bester Neuling“ der World Tour 2017 ausgezeichnet. 2018 starteten Mol/Sørum beim 4-Sterne-Turnier in Den Haag mit einem fünften Platz. Es folgten viele weitere Top-Ten-Platzierungen, darunter Platz fünf in Xiamen, Platz zwei in Itapema, Platz fünf in Espinho sowie der Sieg in Gstaad. Im Juli wurden Mol/Sørum Europameister in den Niederlanden. Anschließend gewannen sie auch das 5-Sterne-Turnier in Wien und kletterten nach 19 Siegen in Folge auf Platz eins der Weltrangliste. Auch beim World Tour Finale in Hamburg gingen Mol/Sørum als Sieger hervor.
Die World-Tour-Saison 2018/19 war von der absoluten Dominanz von Mol/Sørum geprägt. Sie gewannen die 4-Sterne-Turniere in Las Vegas, Itapema, Jinjiang, Ostrava und wurden Zweiter in Warschau. Bei der Weltmeisterschaft in Hamburg schieden sie im Halbfinale gegen das deutsche Team Thole/Wickler aus und belegten am Ende den dritten Rang. Die folgenden Turniere in Gstaad, Tokio und Wien konnten sie wieder gewinnen. Bei der Europameisterschaft in Moskau verteidigten Mol/Sørum ihren Titel.

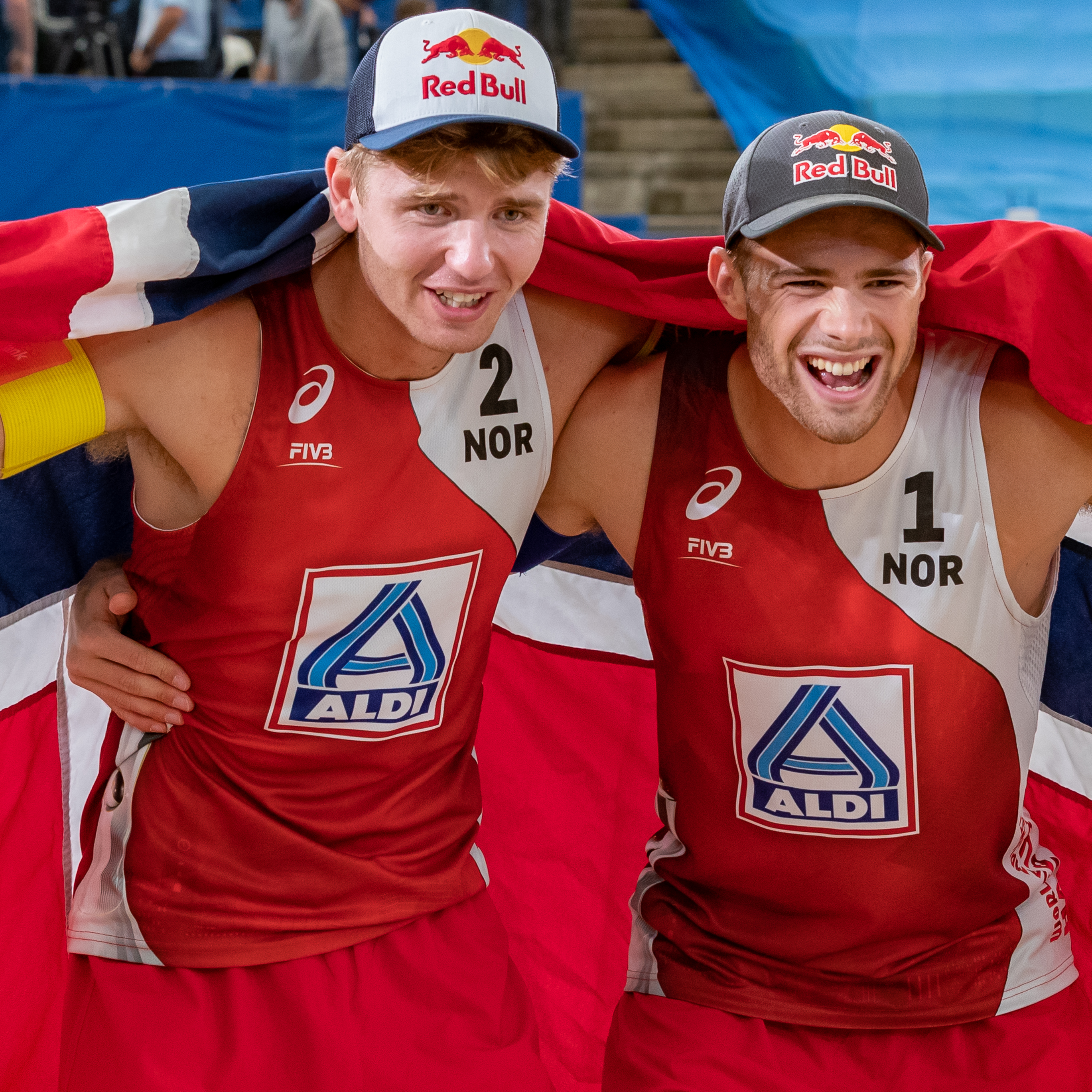
Anders Mol und Christian Sørum sind die Weltmeister 2022

2020 wurden Mol/Sørum in Jūrmala zum dritten Mal in Folge Europameister. Auf der World Tour 2021 gewannen sie die beiden im April nacheinander ausgetragenen Turniere in Cancún. Beim olympischen Beachvolleyballturnier in Tokio gewannen sie mit einem Finalsieg über die russischen Weltmeister Wjatscheslaw Krassilnikow und Oleg Stojanowski die Goldmedaille. Bei den Europameisterschaften in Wien verteidigten Mol/Sørum abermals ihren Titel. Im Oktober gewannen sie das World Tour Finale in Cagliari. 2022 wurden sie nach dem Sieg im Mai beim Elite16-Turnier der neugeschaffenen World Beach Pro Tour in Ostrava im Juni Weltmeister in Rom. Bei der Europameisterschaft im August in München wurden sie Dritte. Im Herbst 2022 gewannen sie die Elite16-Turniere in Paris und in Kapstadt.
2023 gewannen sie in Doha Ende Januar sowohl das World Beach Pro Tour Finale 2022 als auch Anfang Februar das erste Elite16-Turnier des World Beach Pro Tour 2023. Im März gewannen sie beim zweiten Elite16-Turnier in Tepic nach einer Finalniederlage gegen die Schweden David Åhman und Jonatan Hellvig den zweiten Platz. Auch beim Elite16-Event in Uberlândia wurden Mol/Sørum Zweite, während Anfang Juni in Ostrava erneut der Turniersieg gelang. Nach einer Finalniederlage Anfang Juli beim Elite16-Turnier in Gstaad gegen Andy Benesh und Miles Partain konnten sich Mol/Sørum Ende des Monats beim Elite16-Endspiel in Montréal gegen die US-Amerikaner revanchieren. Beim Elite16-Turnier in Hamburg wurden Mol/Sørum im August Dritte. Im Oktober erreichten sie bei der Weltmeisterschaft in Tlaxcala den fünften Platz, nachdem sie im Viertelfinale gegen die Tschechen Ondřej Perušič und David Schweiner verloren. Beim World Beach Pro Tour Finale 2023 in Doha erreichten die Norweger nach fünf Siegen das Endspiel, verloren hier allerdings gegen die Schweden Åhman/Hellvig.
Im März 2024 wurden Mol/Sørum beim Elite16-Turnier in Doha Dritte. Wegen eines Bruchs im Unterschenkel Ende März fiel Mol für mehrere Wochen aus. Daher verloren Mol/Sørum im April vorübergehend den ersten Platz in der Weltrangliste. Nach dem vierten Rang in Tschechien standen sie beim Gstaad Elite16 als Bronzemedaillengewinner wieder auf dem Podium und sicherten sich beim gleichwertigen Wettbewerb in Wien die erste Goldmedaille der Saison. Bei den Olympischen Spielen gaben sie bis zur Runde der besten acht Duos keinen einzigen Satz ab. Sie besiegten in Achtel- und Viertelfinale Evans/Budinger sowie Herrera/Gavira. Nach der Dreisatz–Niederlage in der Vorschlussrunde gegen Ehlers/Wickler sicherten sie sich Bronze durch ein 2:0 gegen Cherif/Ahmed. Nachdem sie die folgende Europameisterschaft in den Niederlanden ausgelassen hatten, siegten Mol/Sørum beim nachfolgenden Elite16-Turnier in Hamburg im Endspiel gegen das spanische Duo Herrera/Gavira. Die Elite16-Events im Herbst in Brasilien beendeten sie mit dem Sieg in João Pessoa und Platz vier in Rio de Janeiro. Beim World Beach Pro Tour Finale 2024 in Doha gewannen sie im Endspiel gegen Åhman/Hellvig.
Auf der World Pro Tour 2025 erreichten Mol/Sørum bei den Elite16-Turnieren in Saquarema, in Brasília, in Ostrava sowie in Gstaad die Plätze eins, drei, zwei und fünf. Zusammen mit Hendrik Mol und Mathias Berntsen gewannen sie als „Team Norwegen“ beim CEV Beachvolleyball Nations Cup 2025 im Juli das Endrunden-Turnier in Espinho. Mit einem Endspielsieg bei der Europameisterschaft 2025 Anfang August in Düsseldorf wurden Mol/Sørum zum fünften Mal Europameister. Das anschließende Elite16 in Kanada gewannen sie nach Erfolgen über die amtierenden Weltmeister Perušič / Schweiner im Semifinale sowie über Jacob Hölting Nilsson und Elmer Andersson im Endspiel, die zuvor die Nachfolger der Norweger als Olympiasieger bezwungen hatten.

## Karriere Halle
Mol spielte 2016 auch Hallenvolleyball in der norwegischen U20-Nationalmannschaft. In der Saison 2016/17 wurde der Außenangreifer mit Noliko Maaseik belgischer Vizemeister und spielte auch in der Champions League.

## Privates
Mols Eltern Merita Berntsen Mol und Kåre Mol sind ehemalige Volleyball-/Beachvolleyballspieler und heutige Trainer. Auch seine vier Geschwister sind im Volleyball und Beachvolleyball aktiv.